# Tibeti babax
A tibeti babax (Babax koslowi) a madarak osztályának verébalakúak (Passeriformes) rendjébe és a Leiothrichidae családjába tartozó faj.

## Rendszerezése
A fajt Henry Eeles Dresser orosz ornitológus írta le 1906-ban, a Kaznakowia nembe Kaznakowia koslowi néven. Besorolása erősen vitatott, egyes szervezetek a Pterorhinus nembe sorolják Pterorhinus koslowi néven, mások a Garrulax nembe Garrulax koslowi néven, de használták az  Ianthocincla koslowi nevet is.

## Alfajai
- Babax koslowi koslowi (Bianchi, 1905)
- Babax koslowi yuquensis D. Li & Wang, 1979[1]

## Előfordulása
Dél-Ázsiában, Kína déli részén honos. A természetes élőhelye cserjések sziklás környezetben. Állandó, nem vonuló faj.

## Megjelenése
Testhossza 27,5–30 centiméter, testtömege 100–125 gramm.